# Powiat stopnicki
Powiat stopnicki (1916-19 powiat buski) – historyczny powiat, istniejący w XIX i I poł. XX wieku. Wchodził w skład guberni kieleckiej, a później województwa kieleckiego. Do 1915 r. siedzibą powiatu była Stopnica, a w latach 1915–1939 i 1945–1948 Busko-Zdrój.
W przeważającej części był to powiat rolniczy. W 1881 r. znajdowały się tu zaledwie 53 drobne zakłady przemysłowe (m.in. gorzelnie, cegielnie i garncarnie). W 1867 r. powiat zamieszkiwały 73 304 osoby. W 1884 r., powiat liczył już 118 757 mieszkańców.
W 1880 w skład powiatu wchodziły 23 gminy: Busko, Chmielnik, Drugnia, Gnojno, Grabki, Grotniki, Korczyn, Kurozwęki, Lubnica, Maleszowa, Oględów, Pacanów, Pawłów, Pęczelice, Potok, Radzanów, Stopnica, Szaniec, Szydłów, Szczytniki, Tuczępy, Wójcza i Zborów.
W 1870 r. Stopnica utraciła prawa miejskie. Pomimo tego pozostawała nadal siedzibą powiatu. 15 czerwca 1916 austriackie władze okupacyjne przeniosły siedzibę powiatu stopnickiego do Buska  (zmieniając nazwę powiatu na buski). 26 października 1939 wraz z utworzeniem przez władze hitlerowskie Generalnego Gubernatorstwa powiat stopnicki z siedzibą w Busku, został zastąpiony przez powiat buski. Po II wojnie światowej przywrócono powiat stopnicki. Został on ostatecznie zlikwidowany 12 marca 1948 rozporządzeniem Rady Ministrów z dnia 23 lutego 1948 r. Na jego miejsce powołany został powiat buski.